# Stuart Little 2 (videojuego)
Stuart Little 2 es un videojuego de plataformas basado en la película del mismo nombre del año 2002, fue lanzado para las plataformas PlayStation, Game Boy Advance, y Microsoft Windows.

## Argumento
La historia es exactamente la misma que en la película, tanto es así, que en el juego se van desbloqueando pequeños fragmentos de la película como cinemáticas para el juego.
Stuart conoce a una canaria herida llamada Margalo, a la que acogen en casa (aunque en el videojuego se ve que antes del mismo ya se conocieron). Pero, una vez allí, todo es una trampa ya que es una embustera y que un malvado halcón llamado Falcon le obliga a robar el anillo de Bodas de Eleanor Little, la madre de Stuart. Ahora, Stuart y Pelusa deberán rescatar el anillo y ayudar a su nueva amiga. Mientras tanto, George deberá encubrir a Stuart en todo momento sin que sus padres Eleanor y Frederick Little (el papá de Stuart y George) lo descubran.

## Jugabilidad

### En consolas
PlayStation:
El jugador primero iniciará con un entrenamiento para aprenderse los controles, puede dar doble salto con X, puede girar y a la vez atacar con su cola presionando O, puede tirar objetos con cuadrado, además de que el jugador se puede agachar cerca de las entradas pequeñas como ventilaciones, etc, y puede fijarse en su barra de salud con L1, que se compone de 6 corazones, aunque poco a poco se van aumentando dichos corazones. Mientras que la cámara se puede mover con L2 y R2, y en el caso de los mandos DualAnalog y DualShock en estos aparte de los botones mencionados, también se pueden usar los sticks análogos derechos para girar la cámara.
Game Boy Advance:
En esta versión la jugabilidad cambia por la poca cantidad de botones de la consola.

### En Microsoft Windows
En esta versión el juego es totalmente diferente a las otras versiones, además de que no tiene nada de la historia de la película, todo esto debido a que es un videojuego educativo para niños de 4 a 6 años. En PC hay 3 dificultades, pero no resulta difícil del todo para los niños de dichas edades. Además de que esta versión es la más infravalorada del título.

## Recepción
Este videojuego recibió una buena aceptación del público, aunque únicamente en las versiones de consolas, ya que la versión de PC fue muy criticada por ser un "engaño", ya que se pensó que sería un videojuego de plataformas al igual que en PlayStation, pero terminó siendo un videojuego educativo, además de que la gente considera que los gráficos del juego en PC son malos, y que Stuart Little es alguien menos listo en esta versión, considerando a la versión de PC como la peor del juego. Esto mismo opinó el crítico francés Pilou de Jeuxvideo.com.